# Museo delle borse Hendrikye

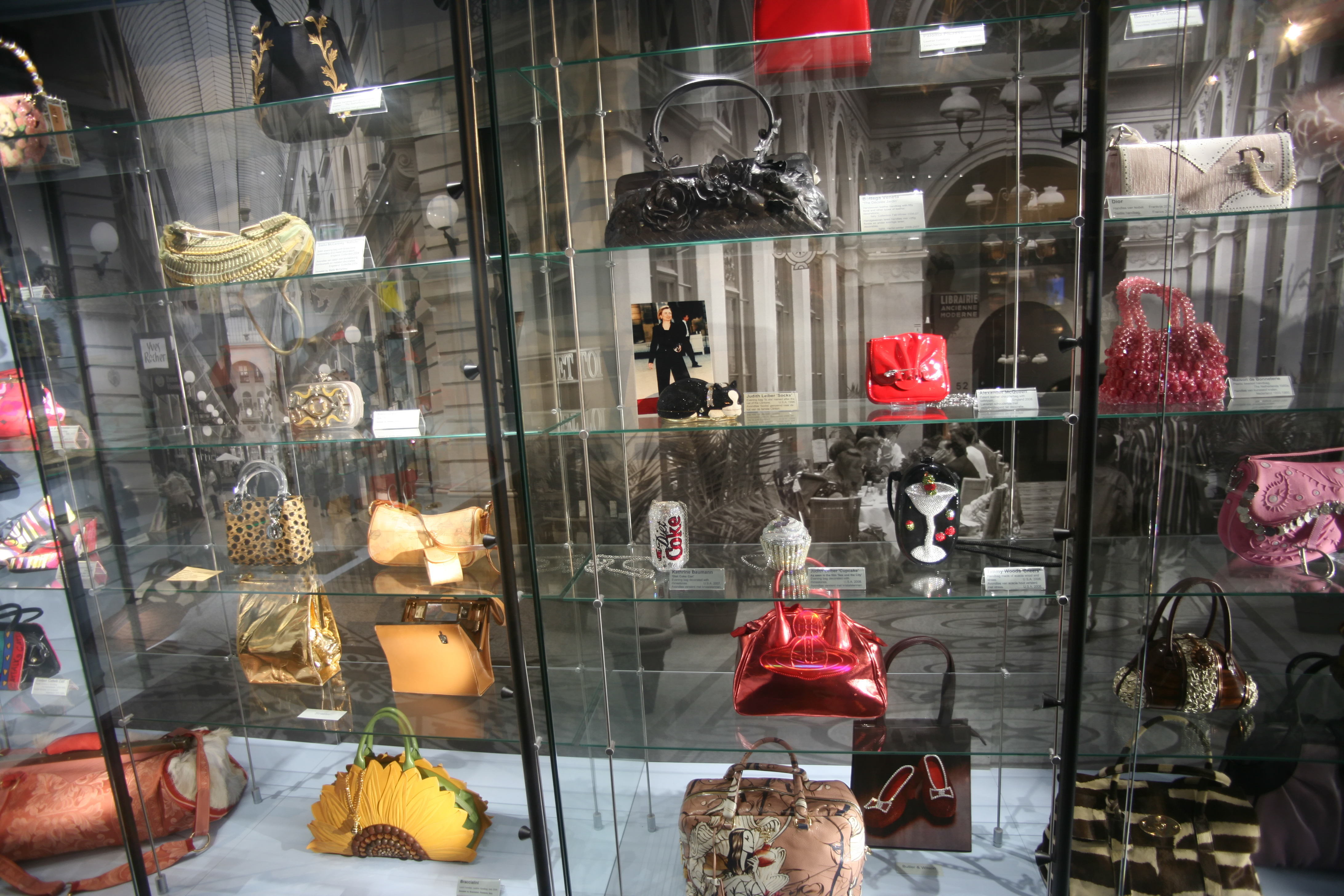
Una vetrina del museo

Il museo delle borse Hendrikye (Tassen Museum Hendrikje o Museum of Bags and Purses) era un museo privato dedicato alla storia della borsa per signora nella cultura occidentale. Ha sede in un imponente edificio storico sull'Herengracht, ad Amsterdam.
Era creato in seguito alla donazione della collezione personale di Hendrikje Ivo.
Completamente rinnovata nel 2007, il museo era suddiviso per epoche storiche, dal tardo Medioevo fino al giorno d'oggi. La collezione mostra  borse di innumerevoli forme, funzioni, materiali e decorazioni: era formata di più di 4.000 borse, borse a tracolla, sacche, valigie e accessori.
Tra i modelli degli stilisti contemporanei sono presenti quelli di Schiaparelli, Pierre Cardin, Paco Rabanne, Yves Saint-Laurent, Gucci, Hermès, Dolce & Gabbana, Donna Karan e Judith Leiber ed in particolare la borsa da sera Gianni Versace, indossata da Madonna la sera della prima del film Evita.
Oltre alla collezione storica permanente, lo spazio espositivo prevedeva anche un'area dedicata alle esposizioni temporanee di giovani stilisti olandesi e di altre nazionalità.
A causa della Pandemia di COVID-19, il museo ha dovuto chiudere i battenti nell'aprile 2020.